# Hamilton Mourão
Antonio Hamilton Martins Mourão (sinh ngày 15 tháng 8 năm 1953) là một chính trị gia người Brasil và Tướng quân đội Brasil đã nghỉ hưu, cấp bậc cao nhất mà một người lính Brasil có thể đạt được trong thời gian hòa bình. Ông là Phó tổng thống thứ 25 Brasil.

## Cuộc sống cá nhân
Mourão sinh ra ở Porto Alegre, Rio Grande do Sul, con trai của Tướng Antônio Hamilton Mourão và Wanda Coronel Martins. Ông đã nghỉ hưu vào ngày 28 tháng 2 năm 2018. Ông là người gốc Mỹ bản địa, và tuyên bố mình là người Brasil bản địa. Hamilton là một người Công giáo La Mã hiện tại.

## Chính trị
Mourão nổi tiếng vào năm 2015 trong cuộc khủng hoảng chính trị trong nhiệm kỳ thứ hai của tổng thống Dilma Rousseff, khi ông được chuyển từ Bộ Tư lệnh Quân đội miền Nam (CMS) sang Bộ trưởng Kinh tế và Tài chính, ở Quận Liên bang, do những tuyên bố được đưa ra trong một bài phát biểu về tình trạng chính trị hiện nay.
Trong một thông báo công khai về Masonic Lodge Grande Oriente vào tháng 9 năm 2017, tại Quận Liên bang, Mourão tuyên bố rằng, "trong số các nhiệm vụ của Quân đội Brasil, có sự đảm bảo về hoạt động của các tổ chức và luật pháp và trật tự", và rằng, nếu ngành tư pháp "không thể chữa lành chính trị hiện tại trong nước, thì điều này sẽ được quân đội áp đặt thông qua một sự can thiệp của quân đội", theo quan điểm của ông, "được Hiến pháp Liên bang năm 1988 cung cấp".
Tuy nhiên, vào tháng 5 năm 2018, sau cuộc đình công của các tài xế xe tải, Mourão đã lên tiếng chống lại các lời kêu gọi can thiệp quân sự vào chính phủ, nói rằng "nếu chính phủ thiếu điều kiện để cai trị, rời đi, từ chức. Hãy gọi bất cứ điều gì, nhưng chấm dứt bất động ", Và rằng" đất nước không thể rơi vào hỗn loạn ". Ông cũng gọi cuộc đình công của Liên đoàn Công nhân Dầu mỏ là "đáng xấu hổ" và nói rằng "có những người lợi dụng ở cả hai phía".
Rời khỏi dịch vụ hoạt động vào năm 2018, Mourão đã cân nhắc ra tranh cử chức chủ tịch Câu lạc bộ quân đội.
Vào ngày 8 tháng 5 năm 2018, Mourão tuyên bố là thành viên của ông trong Đảng Đổi mới Lao động Brasil (PRTB) và ý định tranh cử Tổng thống Brasil, cùng với Levy Fidelix. Tuy nhiên, vào tháng 8 năm 2018, Mourão trở thành Phó tổng thống điều hành của ứng cử viên tổng thống cánh hữu Jair Bolsonaro.